# セカ・ラスース郡

セカ・ラスース郡
Sèka Lasous

セカ・ラスース郡（セカ・ラスースぐん、ハイチ語: Sèka Lasous、フランス語: Cerca la Source）はハイチ東部、中央県北東部の郡。アルティボニット川の上流部の郡で、北西に北東県ヴァリエ郡、西にアンシュ郡、東はドミニカ共和国ダハボン州及びエリアス・ピーニャ州と接する。
北東にセカ・ラスース、南西にトマシクの2つのコミーンが置かれている。郵便番号は54から始まる。

## 脚註
1. 1 2  “Haiti: administrative units, extended”.   GeoHive.com. 2016年10月5日時点のオリジナルよりアーカイブ。2021年8月9日閲覧。
2. ↑  “POPULATION TOTALE, POPULATION DE 18 ANS ET PLUS MÉNAGES ET DENSITÉS ESTIMÉS EN 2015” (pdf).   l’Institut Haïtien de Statistique et d’Informatique (IHSI). pp. 16 - 17 (2015年3月). 2021年8月9日閲覧。